# 다단필터링 고속침전방식
다단필터링 고속침전방식이란 챔버안에 여러개의 필터가 있으며, 액체상태의 물질이 그필터를 통과하면서 액체상태의 물질의 다양한 압력이 가해지게 되며, 그로 인하여 액체상태의 물질의 분자구조가 변형을 일으키는 상태가 된다. 변형된 상태에서 액체내의 이물질들과 액체 본연의 물질간에 접합력이 한순간 약해지게 됨. 액체와 이물질간의 접합력이 약해진상태에서 고속침전이 발생된다.
일반적으로 액체에 점도가 있는경우 점도로 인하여, 자연침전이 어려워진다(중력 반저항). 
우리는 이기술을 꿀에서 후추가루 분리하는 기술이라 말한다.
위의 기술을 응용하여 다양한 윤활유의 이물질등을 제거하여 재사용을 할수 있음. 현재 위의 기술을 최초로 개발한 업체는 한국에 위치한 티에스케이알 주식회사(TSKR Inc.)이며, 이기술을 적용하여 실제 정화장치를 세계최초상용화함. 다양한 관련 특허기술이 있다고 한다.